# مدرسة البنات

## لمحة تاريخية

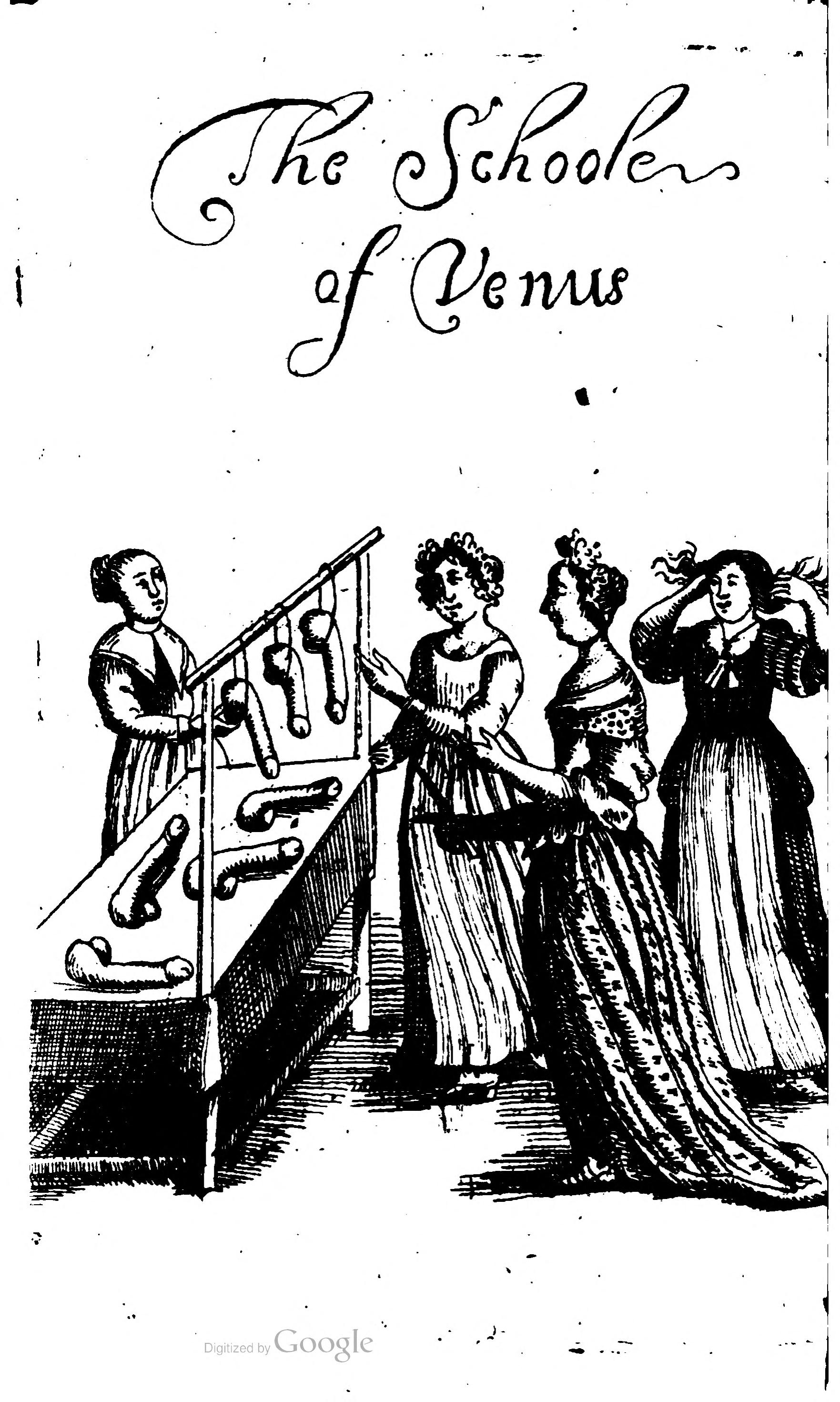
"مدرسة فينوس".

### "مدرسة الفتيات" (L’École des filles)
هو كتاب إيروتيكي نُشر لأول مرة في باريس عام 1655، ويُعدّ على نطاق واسع أول رواية إيروتيكية فرنسية، بل وأول عمل أدبي يُعالج موضوع التحرّر الجنسي بشكل صريح عبر الحوار.

### الطبعة الأولى والمحاكمة:
الظروف التي نُشر فيها كتاب L’Escole des Filles معروفة بفضل أبحاث فريدريك لاشيفر، الذي اكتشف أيضًا وثائق المحاكمة المتعلّقة بنشر هذا العمل في الأرشيف الوطني.
في ربيع عام 1655، وافق الطبّاع الباريسي لويس بيو (Louis Piot) على إعداد وطباعة 300 نسخة من كتاب L’Escole des Filles، من بينها 50 نسخة على ورق فاخر عالي الجودة. وكان الناشران هما جان لُنج (Jean L’Ange) وميشيل ميلو (Michel Millot). وقد كُتب المخطوط بخط يد لُنج، وهو ما لا يعني بالضرورة أنه المؤلف الفعلي للعمل. أما ميلو، الذي تكفّل بثلاثة أرباع تكاليف النشر، فكان في عهد لويس الرابع عشر يشغل منصب مفتّش ضرائب أو مسؤول عن صرف رواتب الحرس السويسري. ووفقًا لما صرّح به بنفسه، فإن لُنج وُلد في باريس سنة 1610، وكان من فرسان البلاط الملكي. أما صفحة العنوان فقد صُمّمت في ورشة الرسام والنقاش فرانسوا شوفو (François Chauveau). وتولّى تجليد الكتاب لويس فراميري (Louis Framery).
سعى بيو (Piot) إلى ضمان الإفلات من العقاب من خلال الاستناد إلى جماعات الناشرين والطابعين، غير أن ذلك لفت انتباه الادعاء العام إلى الكتاب الفاضح. وفي 12 يونيو، أُلقي القبض على لُنج (L’Ange)، وتمّت مصادرة معظم النسخ في شقّة ميلو (Millot). أما ميلو نفسه، فكان متوارياً عن الأنظار. وفي 7 أغسطس، قضى الحكم الصادر في القضية بمصادرة جميع ممتلكات ميلو، وهو ما كان من الصعب تنفيذه نظرًا لفراره. وفي 9 أغسطس، تمّ إحراق تمثال رمزي له مع النسخ المصادرة من العمل. وقد حُكم على لُنج بدفع غرامة قدرها 200 ليفر، لكنه ظلّ في السجن حتى 8 أكتوبر بسبب عطلة المحكمة. ولم تنجُ أيّ نسخة من النسخ التي لم تُصادَر أثناء تفتيش شقّة ميلو.

### حول المؤلف، الطبعات، والنقد الأدبي
*"لم تُذكر مدرسة الفتيات (L’Escole des Filles)، حتى منتصف القرن التاسع عشر، إلا في مؤلّف بعنوان Carpentariana أو ملاحظات في التاريخ، والأخلاق، والنقد، والعلم، والطُرف لمؤلف يُدعى بوشيرون، نُشر سنة 1724. وتشير هذه المجموعة، التي تتناول شخصية فرانسوا شاربانتييه، إلى "هيلو" (Helot) بوصفه مؤلف الكتاب، وتعرض بإيجاز وقائع محاكمته. وليس واضحًا إلى أي مدى اعتمدت Carpentariana فعليًا على ذكريات شاربانتييه.
*وفي رسالة كتبها الطبيب غي باتان (Guy Patin) سنة 1655 إلى زميله في ليون، شارل سبون (Charles Spon)، ذُكر اسم "ميلو" (Milot) ككاتب للعمل.
*أما أقدم النسخ الباقية فهي طبعات غير قانونية طُبعت في هولندا سنتي 1667 و1668. وتحتوي هذه الطبعات على مدريغال (قصيدة قصيرة) سابق للنص، نُسب إلى كلود لو بيتي (Claude Le Petit)، وخصِّص – ربما نتيجة خطأ مطبعي – للمؤلف "ميسيو ميليلوت" (Monsieur Mililot). من غير المحتمل أن تكون الطبعة الأصلية قد احتوت على هذه الإهداء، إذ أن ميلو طبع العمل سرًا ولم يكن له مصلحة في الكشف عن نفسه.
ورغم تكرّر الإشارات إلى ميلو، فإنه على الأرجح ليس المؤلف الحقيقي لـ مدرسة الفتيات، لأن هذا هو العمل الوحيد المعروف المنسوب إليه.
*في يومياته المؤرّخة بـ 8 فيفري 1668، ذكر الكاتب البريطاني صامويل بيبس (Samuel Pepys) أنه اشترى نسخة رديئة الجودة من L’Escolle des filles، ووصفها بأنها "كتاب فارغ وفاسق"، وقال إنه "عازم، ما إن ينتهي من قراءته، على إحراقه كي لا يُسجّل ضمن قائمة كتبه".
أُعيد نشر العمل عام 1865 على يد أوغست بوليه-مالاسيس (Auguste Poulet-Malassis) في بروكسل. كما يتوفّر النص ضمن المجلد الأول من سلسلة Libertins du XVIIe siècle (باريس، Gallimard، سلسلة "Bibliothèque de la Pléiade"، رقم 450، 1998، الصفحات 1099–1202).
أما رواية Eros in Town المجهولة المؤلف، والمنشورة في إنجلترا عام 1989، فقد استخدمت هذا العمل ضمن حبكتها الأدبية.
كما تُوجد ترجمة إنجليزية بعنوان The School of Venus, or the Ladies’ Delight, Reduced into Rules of Practice، صدرت عام 1680، وتُوجد نسخة منها في مكتبة ولاية بافاريا (Bayerische Staatsbibliothek)."

## الخلاصة
في الملخص الذي يسبق الحوارين في الجزء الرئيسي، تم وصف ظروف الحبكة بشكل موجز. روبينيت، ابن التاجر، يحب فتاة صغيرة تدعى فانتشون، لكنه لا يستطيع التقرب منها بسبب سذاجته. ثم يقنع سوزان، ابنة عمه الأكبر، بإيقاظ رغبته من خلال شرح لها بالتفصيل عن مباهج الحب والمتعة التي توجد للفتاة في " استقبل الديك في الحمار ".
"خلال نقاشهما، تتناول سوزان وفانشون مجموعة واسعة من المواضيع، من بينها سنّ الزواج، والأعضاء التناسلية لدى الذكور والإناث، والعلاقات الجنسية. وفي نهاية الحوار الأول، تعلن فانشون عن استعدادها لأن تفقد عذريتها مع روبينيه."
"يتمّ الحوار الثاني بعد بضعة أيام. وبناءً على طلب سوزان، تروي فانشون بتفصيل تجربتها الأولى في العلاقة الجنسية مع روبينيه. ثم تتناول المرأتان مواضيع أخرى، من بينها أوضاع الجماع، والضرب التأديبي (الفلَغِلاسيون)، وحجم الأعضاء الذكرية، ووسائل منع الحمل، والزواج."

## الملاحظات والمراجع
- هذه المقالة مترجمة جزئيا أو كليا من مقالة  ويكيبيديا الألمانية معنونة (بالألمانية)

```
«
L’École des filles
» 
(طالع 
قائمة المشاركين في التحرير
)
```